# Autriquella aptera
Autriquella aptera är en stekelart som beskrevs av Jaroslav Stary 1988. Autriquella aptera ingår i släktet Autriquella och familjen bracksteklar. Inga underarter finns listade.